# Stijn
Stijn ist ein niederländischer männlicher  Vorname. Ursprünglich von Augustijn, Celestijn oder Constantijn abgeleitet, kann er auch alleine stehen.

## Bekannte Namensträger
- Stijn Coninx (* 1957), flämischer Regisseur
- Stijn Devolder (* 1979), belgischer Straßenradrennfahrer
- Stijn Huys (* 1986), belgischer Cyclocrossfahrer
- Stijn Schaars (* 1984), niederländischer Fußballspieler
- Stijn Stijnen (* 1981), flämischer Fußballspieler
- Stijn Streuvels (1871–1969), Pseudonym des flämischen Schriftstellers Frank Lateur
- Stijn Vreven (* 1973), belgischer Fußballspieler